# Gabriele Dara
Gabriele Dara, född den 8 januari 1826, död den 19 november 1885, var en arberesjisk (italoalbansk) författare. Gabriele Dara föddes i en gammal arberesjisk familj i Palazzo Adriano i Sicillien, som hade lämnat Albanien strax efter Skanderbegs död år 1468. Gabriele Dara var aktiv inom den italienska enhetsrörelsen, och hade flera offentliga ämbeten, så som prefekt för staden Trapani 1867-1869. Gabriele Dara är mest ihågkommen i albansk litteratur för den romantiska balladen Kënga e Sprasme e Balës (en omtyckt läsning, bland andra av Jeronim De Rada).

### Fotnoter
1. 1 2 3 4 5  Dizionario Biografico degli Italiani, 1960, Dizionario Biografico degli Italiani: gabriele-dara, läs online, läst: 27 maj 2021.[källa från Wikidata]